# NGC 4295
NGC 4295 (również PGC 39906) – galaktyka soczewkowata (S0), znajdująca się w gwiazdozbiorze Warkocza Bereniki. Odkrył ją Heinrich Louis d’Arrest 6 kwietnia 1864 roku.